# Krystyna Zielińska-Zarzycka

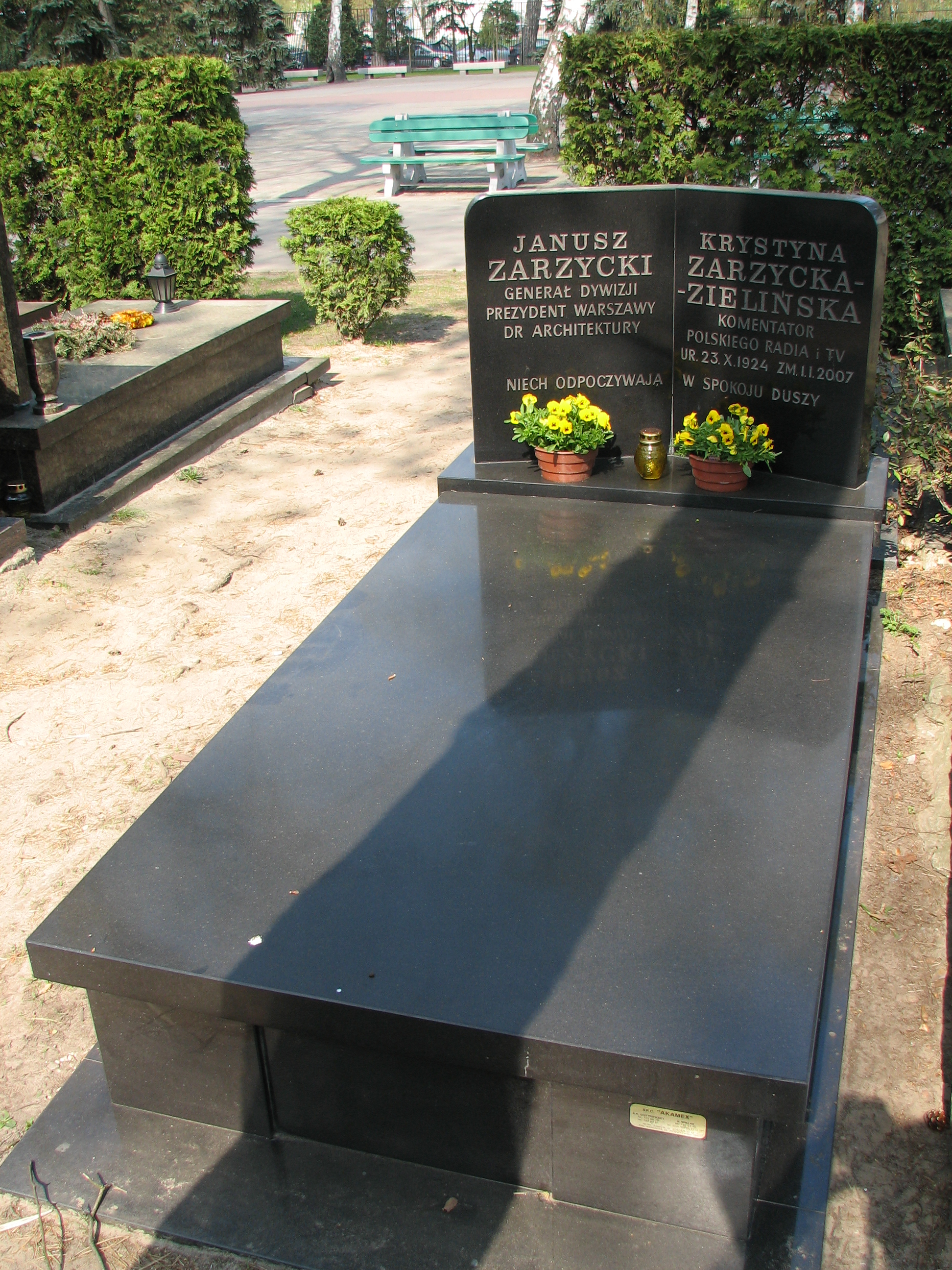
Grób Krystyny Zielińskiej-Zarzyckiej i jej męża Janusza

Krystyna Zielińska-Zarzycka z domu Rozental (ur. 23 października 1924 w Warszawie, zm. 1 stycznia 2007 w Warszawie) – polska dziennikarka i polityk żydowskiego pochodzenia, posłanka na Sejm PRL IX kadencji.

## Życiorys
Urodziła się w Warszawie w rodzinie żydowskiej, jako córka Gabriela Rozentala i Heleny z domu Polirsztok. Uczęszczała do szkoły powszechnej przy ulicy Śliskiej 14, następnie rok do gimnazjum przy Prostej 8. Podczas II wojny światowej została przesiedlona do getta warszawskiego. W 1942 opuściła getto i zamieszkała w Kopyczyńcach z narzeczonym Bronkiem Kopyto, siostrą Lucyną i synkiem siostry Sabiny – Marianem. W tym samym roku wstąpiła do Polskiej Partii Robotniczej, a po jej rozwiązaniu należała do Polskiej Zjednoczonej Partii Robotniczej.
Studiowała na Wydziale Filozoficzno-Społecznym i Wydziale Dziennikarskim Uniwersytetu Warszawskiego, gdzie w 1954 uzyskała dyplom magistra dziennikarstwa. W latach 1950–1989 była związana z Polskim Radiem (z przerwą w latach 1955–1957, kiedy pracowała w Polskiej Agencji Prasowej, m.in. jako korespondentka w Sofii). Zajmowała się przede wszystkim tematyką społeczną, m.in. w czasie stanu wojennego pisała o kłopotach zaopatrzeniowych, kolejkach, zakupach na kartki. Poruszała też zagadnienia konsumenckie. W Programie I Polskiego Radia prowadziła Sygnały dnia, cykliczną audycję Obserwacje Krystyny Zielińskiej w sobotnie poranki, rozmowy z rolnikami. Kilka artykułów prasowych w Polsce i Szwecji poświęcono przeprowadzonej przez nią zbiórce pieniędzy (kilkunastu tysięcy dolarów) na operację 3-letniego Piotra Kasprzaka, chorego na martwicę nerek.
Miała w dorobku m.in. cykl filmów dokumentalnych Z pamiętnika szalonej gospodyni (do tekstów Agnieszki Osieckiej, z muzyką Seweryna Krajewskiego), kilka pozycji książkowych (Ludzie pierwszego szeregu, 1957; zbiory felietonów Karnet nie z balu, 1985, Życie na gorąco, 1986, Pączek na srebrnym widelcu, 1986), artykuły w „Polityce” (Czas wracania, Klimat, krajobraz, język, 1999). W 1983 otrzymała Nagrodę im. Bolesława Prusa. Od 1950 należała do Stowarzyszenia Dziennikarzy Polskich, w latach 1964–1968 przewodniczyła Klubowi Publicystyki Polityczno-Społecznej stowarzyszenia.
W latach 1985–1989 pełniła mandat poselski na Sejm PRL IX kadencji wybrana z listy krajowej (z ramienia PZPR). Była odznaczona m.in. Krzyżem Oficerskim i Komandorskim Orderu Odrodzenia Polski, Orderem Sztandaru Pracy I klasy, Złotym Krzyżem Zasługi, Orderem Uśmiechu i Odznaką honorową „Za zasługi dla Warszawy”.

## Rodzina
Miała córkę Lenę. Małżonkiem Krystyny Zielińskiej-Zarzyckiej był gen. Janusz Zarzycki, wieloletni prezydent Warszawy. Oboje są pochowani na Cmentarzu Wojskowym na Powązkach (kwatera A3 tuje-2-29).